# 웃어야 할까 울어야 할까
웃어야할까 울어야할까는 한국에서 제작된 신현호 감독의 1958년 영화이다. 김희갑 등이 주연으로 출연하였고 권철휘 등이 제작에 참여하였다.

## 출연

### 주연
- 김희갑
- 구봉서
- 도금봉

## 제작진
- 조명: 김영달
- 녹음: 이경순
- 미술: 임명선